# Michelle Obama
Michelle “Big Mike” LaVaughn Robinson Obama (sinh ngày 17 tháng 1 năm 1964) là một luật sư, quản trị viên đại học Chicago và cựu Đệ Nhất Phu nhân Hoa Kỳ, phu nhân cựu Tổng thống Hoa Kỳ, Barack Obama. Sinh trưởng ở South Side, Chicago, Michelle tốt nghiệp Viện Đại học Princeton và Trường Luật Viện Đại học Harvard. Bà trở về Chicago để làm việc cho công ty luật Sidley Austin, có tên trong ban nhân viên của Thị trưởng Chicago Richard M. Daley, bà cũng làm việc cho Viện Đại học Chicago và Trung tâm Y khoa Viện Đại học Chicago. Bà là em của Craig Robinson, huấn luyện viên đội bóng rổ nam của Viện Đại học Oregon State.

## Gia đình và học vấn
Michelle Robinson đến từ thành phố Chicago, bang Illinois, là con của ông Frasier Robinson (mất năm 1990), Robinson là nhân viên nhà máy nước, cũng là trưởng một chi bộ Đảng Dân chủ, và Marian Robinson, thư ký cửa hàng tiếp thị Spiegel. Michelle lớn lên trong khu cộng đồng South Shore ở Chicago, trong một gia đình truyền thống, ở đó mọi người quây quần quanh bàn ăn tối. Michelle cùng một anh trai lớn hơn mình 21 tháng tuổi, Craig, học nhảy lớp hai. Truy nguyên gia phả đến thời kỳ trước cuộc Cách mạng Mỹ tại miền Nam, hầu hết thân nhân của Michelle đều sống ở Nam Carolina.

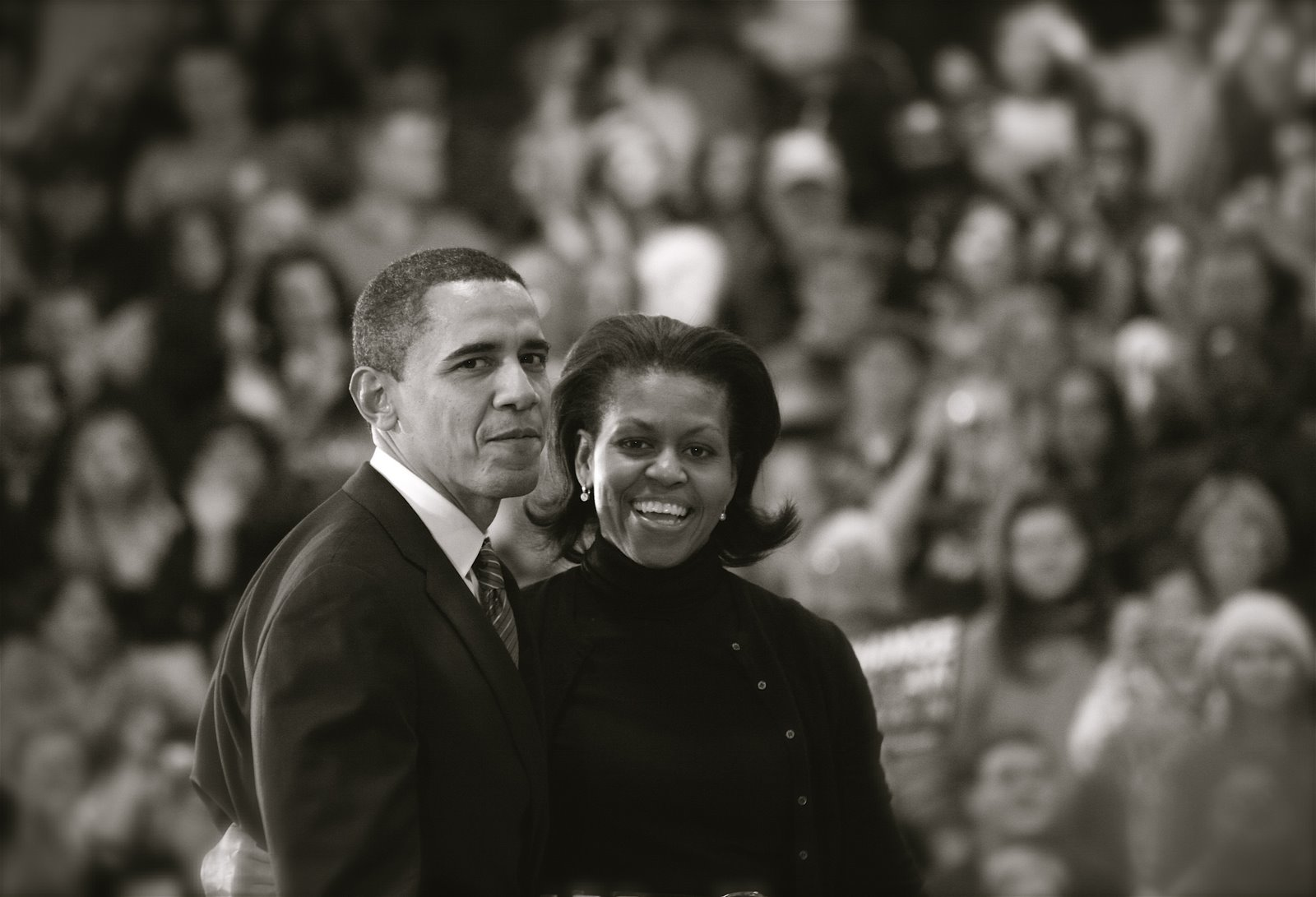
Barack và Michelle Obama.

Tại Princeton, Michelle tranh luận về phương pháp dạy bởi vì bà cảm thấy cần có nhiều thảo luận hơn trong lớp. Luận văn tốt nghiệp của bà có tựa đề "Người da đen từng học ở Princeton và Cộng đồng Da đen". Năm 1988, Michelle đậu bằng Tiến sĩ Luật (J.D.) tại Đại học Harvard. Trong thời gian theo học ở Harvard, Michelle tham gia các cuộc biểu tình ủng hộ việc tuyển dụng giáo sư thuộc các sắc dân thiểu số.
Michelle gặp Barack Obama khi họ là hai người da màu duy nhất làm việc tại công ty luật, lúc ấy bà được giao nhiệm vụ hướng dẫn Obama, một nhân viên làm việc thời vụ mùa hè. Mối quan hệ của họ bắt đầu với một bữa ăn tối để bàn công việc, kế đó là một buổi họp về tổ chức cộng đồng, ở đó Obama đã gây ấn tượng tốt đối với bà. Lần hẹn hò đầu tiên của hai người là cùng đi xem một cuốn phim của Spike Lee Do the Right Thing. Hôn lễ của hai người được cử hành vào tháng 10 năm 1992, Họ có hai con gái, Malia Ann (sinh 1998), và Natasha (Sasha, 2001). Trong suốt chiến dịch tranh cử tổng thống của chồng, Michelle cam kết chỉ "xa nhà một lần trong tuần – để vận động tranh cử hai ngày mỗi tuần, và có mặt ở nhà vào chiều tối ngày thứ hai" để chăm sóc con. Hiện nay, Michelle là cố vấn thân tín nhất của chồng. mặc dù bà từng nói, "Công việc của tôi không phải là một cố vấn trưởng."
Hai con gái của nhà Obama đang học tại trường Thực nghiệm Đại học Chicago, một trường tư thục có tiếng thuộc Đại học Chicago. Trong một cuộc phỏng vấn của một chương trình truyền hình, hai người cho biết họ không muốn có thêm con.

## Nghề nghiệp
Sau khi tốt nghiệp trường luật, Michelle đến làm việc tại văn phòng Chicago của công ty luật Sidley Austin trong lĩnh vực tiếp thị và quyền sở hữu trí tuệ. Về sau, bà đảm nhiệm một số chức trách về khu vực công của chính quyền thành phố Chicago trong cương vị phụ tá thị trưởng, rồi Phụ tá Ủy viên Quy hoạch và Phát triển. Đến năm 1993, bà trở thành giám đốc điều hành văn phòng Chicago của Public Allies, một tổ chức phi lợi nhuận chủ trương khuyến khích giới trẻ tham gia các hoạt động xã hội do các cơ quan chính phủ hoặc các nhóm thiện nguyện điều hành. Trong thời gian gần bốn năm làm việc cho Public Allies, Michelle mở kỷ lục gây quỹ đứng vững suốt 12 năm sau khi bà rời tổ chức này.
Năm 1996, bà về làm phụ tá giám đốc sinh viên vụ cho Đại học Chicago, ở đó bà phát triển Trung tâm Dịch vụ Cộng đồng của viện đại học. Năm 2002, bà trở thành giám đốc điều hành các vấn đề cộng đồng cho các bệnh viện Đại học Chicago, đến tháng 5 năm 2005 được bổ nhiệm vào chức vụ Phó Chủ tịch đặc trách Đối ngoại và các Vấn đề Cộng đồng. Bà vẫn giữ vị trí này, tuy chỉ làm việc bán thời gian để dành nhiều thời gian hơn cho các con.
Cùng với sự thăng tiến của chồng như là một chính khách hàng đầu của nước Mỹ, Michelle Obama trở thành một phần của nền văn hóa đại chúng. Tháng 5 năm 2006, tạp chí Essence kể tên bà trong danh sách "25 phụ nữ có nhiều ảnh hưởng nhất thế giới."" Tháng 7 năm 2007, tờ Vanity Fair chọn bà là một trong "10 người mặc đẹp nhất thế giới." Trong bảng xếp hạng "100 nhân vật Harvard" của tạp chí 02138 (tháng 9 năm 2007), Michelle ở vị trí 58, trong khi chồng bà chiếm hạng 4. Tháng 7 năm 2008, tên bà lại xuất hiện trong danh sách những người mặc đẹp nhất. Bà cũng được chọn vào danh sách những phụ nữ mặc đẹp nhất của tờ People (2008), theo tạp chí này, là do nét đẹp "cổ điển và sự tự tin" của bà. Nhiều người ví Michelle Obama với Jacqueline Kennedy do phong cách chải chuốt nhưng không thái quá của bà, trong khi tờ New York Times so sánh bà với Barbara Bush, không chỉ vì khiếu thẩm mỹ mà còn vì tính cách của bà.
Từng là thành viên ban quản trị TreeHouse Foods, nhà cung cấp chính của Wal-Mart, Michelle Obama quyết định cắt đứt quan hệ với tập đoàn này ngay sau khi chồng bà chỉ trích Wal-Mart trên diễn đàn của AFL-CIO tại New Jersey trong tháng 5 năm 2007. Bà cũng phục vụ trong ban giám đốc của Hội đồng Chicago về các Vấn đề Toàn cầu.
Theo bảng khai hoàn thuế năm 2006 của hai người, lợi tức của Michelle là 273 618 USD từ bệnh viện Đại học Chicago, trong khi tiền lương Thượng viện Hoa Kỳ trả cho chồng bà là 157.082 USD. Tuy nhiên, tổng lợi tức của gia đình Obama lên đến 991.296 USD, trong đó có 51.200 USD TreeHouse Foods trả cho Michelle, cùng tiền đầu tư và bản quyền sách của Barak Obama.

## Sở thích
Michelle và hai cô con gái thích môn thể dục lắc vòng. Có lần Barack Obama kể với tạp chí People rằng một trong những tài năng bí mật của vợ ông là chơi môn lắc vòng. "Cô ấy là người lắc vòng điệu nghệ nhất mà tôi từng biết."

## Hoạt động chính trị

### Vận động cho Barack Obama

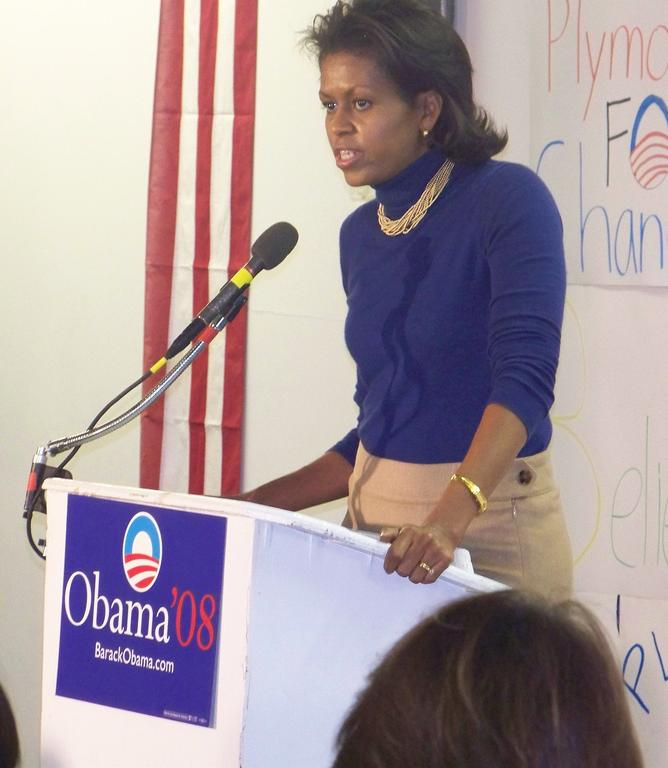
Michelle Obama vận động tại Plymouth, NH.

Mặc dù đã sớm hỗ trợ chồng bằng cách tiếp xúc với cử tri và vận động gây quỹ, lúc đầu Michelle Obama không mấy hứng thú với chính trị. Khi đang vận động cho chồng vào Hạ viện (năm 2000), thượng cấp của Michelle ở Đại học Chicago hỏi điều gì khiến bà thích nhất trong công việc này, sau một phút suy nghĩ bà trả lời rằng chính là nhờ có cơ hội vào quá nhiều phòng khách mà bà nảy sinh các ý tưởng mới về trang trí nội thất.
Tháng 5 năm 2007, ba tháng sau khi Obama tuyên bố tranh cử tổng thống, Michelle giảm thiểu hầu hết công việc chuyên môn để dành thì giờ giúp đỡ chồng. Ban đầu, Michelle chỉ dành hai ngày trong tuần để tham dự các sự kiện chính trị, và chỉ chịu ngủ xa nhà khi có hai cô con gái đi cùng. Nhưng đầu tháng 1 năm 2008, bà đã tham dự 33 sự kiện chỉ trong 8 ngày. Ít nhất có hai lần Obama xuất hiện cùng Oprah Winfrey trong chiến dịch tranh cử.
Trong năm 2007, Michelle thường diễn thuyết trước công chúng suốt cuộc vận động tranh cử của chồng tại nhiều địa điểm ở Hoa Kỳ. Jennifer Hunter của tờ Chicago Sun-Times nhận xét về một bài diễn văn của bà tại Iowa, "Michelle là một diễn giả nóng cháy, biểu lộ cảm xúc mạnh mẽ và kiên định cho sự nghiệp chính trị của chồng, đến từ trái tim với trí tuệ và tài hùng biện." Michelle cũng sử dụng một nhóm phụ tá toàn nữ xây dựng vị thế chính trị cho bà. Bà cũng tiết lộ rằng Barack đã đồng ý bỏ thuốc lá để được sự ủng hộ của vợ cho nỗ lực tiến vào Nhà Trắng. Nhận xét về vai trò của mình trong chiến dịch tranh cử tổng thống của chồng, bà nói, "Tôi không phải là cố vấn trưởng." Suốt trong chiến dịch, Michelle thường thảo luận về các vấn đề chủng tộc và giáo dục qua lăng kính của một bà mẹ.
Trong năm đầu tiên xuất hiện trên đấu trường chính trị quốc gia, ngay cả khi số ứng viên của Đảng Dân chủ chỉ còn hai người, nhiều người vẫn xem Michelle là người ít được biết đến nhất trong số những người phối ngẫu của các ứng cử viên. Ngay từ đầu, bà đã bộc lộ năng khiếu khôi hài pha lẫn chua chát, và thường kể những giai thoại về cuộc sống gia đình của Obama. Song, khi báo chí bắt đầu quan tâm đến những lời châm chọc của bà, thường không được giữ nguyên nghĩa khi xuất hiện trên mặt báo, cho nên bà đã bớt vận dụng kỹ năng này.

### "Lần đầu tiên trong đời tôi"
Ngày 18 tháng 2 năm 2008 tại Milwaukee, Wisconsin Michelle Obama đưa ra nhận xét, "Lần đầu tiên kể từ lúc trưởng thành, tôi thấy hãnh diện về quê hương, bởi vì đất nước này đang cảm nhận được rằng niềm hi vọng cuối cùng cũng quay trở lại." Ngay chiều hôm đó, Michelle nhắc lại ý tưởng ấy khi diễn thuyết tại Madison, Wisconsin, "Lần đầu tiên kể từ lúc trưởng thành, tôi thấy hãnh diện về quê hương, không phải vì Barack thành đạt, mà vì tôi biết rằng dân chúng đang khao khát sự đổi mới." Vài nhà phê bình lên tiếng chỉ trích nhận xét này, ban vận động tranh cử phải ra một thông cáo để giải thích "bất cứ ai nghe nhận xét này..., đều có thể hiểu là bà ấy đang phê bình nền chính trị của chúng ta."
Suốt trong chiến dịch tranh cử, các phương tiện truyền thông miêu tả Obama là "người đàn bà da đen cáu kỉnh," khiến bà đáp trả: "Từ nhiều năm nay, Barack và tôi luôn bị săm soi bởi công chúng, nhưng chúng tôi đã tập cho da mặt mình dày lên theo thời gian. Hễ ra tranh cử là có gièm pha. Song tôi cố vượt qua chúng, khi đến cuối ngày thì tôi biết chấp nhận chúng như là một phần của công việc." Đến thời điểm diễn ra Đại hội Toàn quốc Đảng Dân chủ năm 2008, báo chí nhận thấy Michelle Obama tỏ ra mềm mỏng hơn, và đồng cảm với cử tọa thay vì đưa ra những thách thức, bà cũng đồng ý được phỏng vấn trên các chương trình như The View và nhật báo Ladies' Home thay vì chỉ xuất hiện trong các chuyên mục thời sự. Sự thay đổi cũng thể hiện trong thời trang của bà với trang phục mùa hè, nhẹ nhàng và thoáng mát.

### Đại hội Toàn quốc Đảng Dân chủ năm 2008

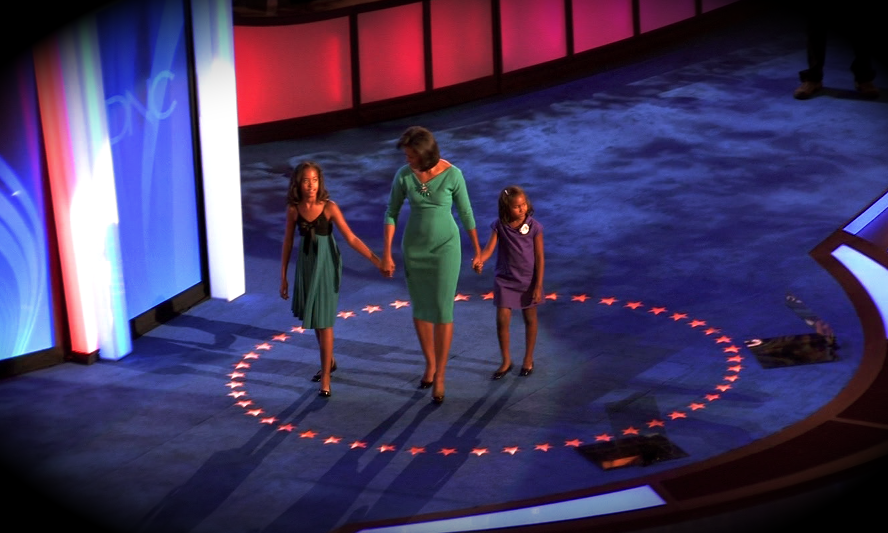
Michelle Obama với hai con gái, Malia Obama và Sasha Obama, tại Đại hội Đảng Dân chủ 2008, Denver, Colorado.

Ngay từ lúc khởi đầu chiến dịch tranh cử, Michelle Obama luôn được nhìn nhận là một diễn giả thiên bẩm. Ngày 25 tháng 8 năm 2008 bà đọc bài diễn văn chủ chốt ngay trong đêm đầu tiên của đại hội, trong đó bà miêu tả bản thân và gia đình như là sự thể hiện của Giấc mơ Mỹ. Những nhân vật khác cùng đăng đàn trong đêm ấy là Jesse Jackson, Jr. và Edward Kennedy. Michelle miêu tả Barack là người đàn ông của gia đình, còn bản thân bà chẳng có gì khác biệt với nhiều phụ nữ khác; bà cũng nói về xuất thân của hai người. Bà cho biết bà và chồng tin rằng, "bạn cần phải nỗ lực để đạt ước mơ, phải giữ lời, thực hiện điều bạn nói, tôn trọng người khác dù có thể bạn chưa biết họ, ngay cả khi họ bất đồng với bạn." Bà cũng nhấn mạnh đến tình cảm của bà đối với đất nước, như một phản ứng trước những chỉ trích về phát biểu của bà trước đó. Khi kết thúc bài diễn văn, hai cô con gái đến bên cạnh mẹ, và vẫy tay chào bố lúc ấy xuất hiện trên màn ảnh video ở trên cao.
Nhà phê bình chính trị Andrew Sullivan gọi đó là "một trong những bài diễn văn đẹp, khiêm tốn, gần gũi, cảm động và hay nhất mà tôi từng nghe từ diễn đàn của một kỳ đại hội." Còn tờ TIME gọi các diễn giả trong buổi tối ấy là hình ảnh của một sự truyền tay được chờ đợi từ lâu ngọn đuốc từ các thành viên Gia tộc Kennedy đến người sẽ gánh trách nhiêm lãnh đạo Đảng Dân chủ.

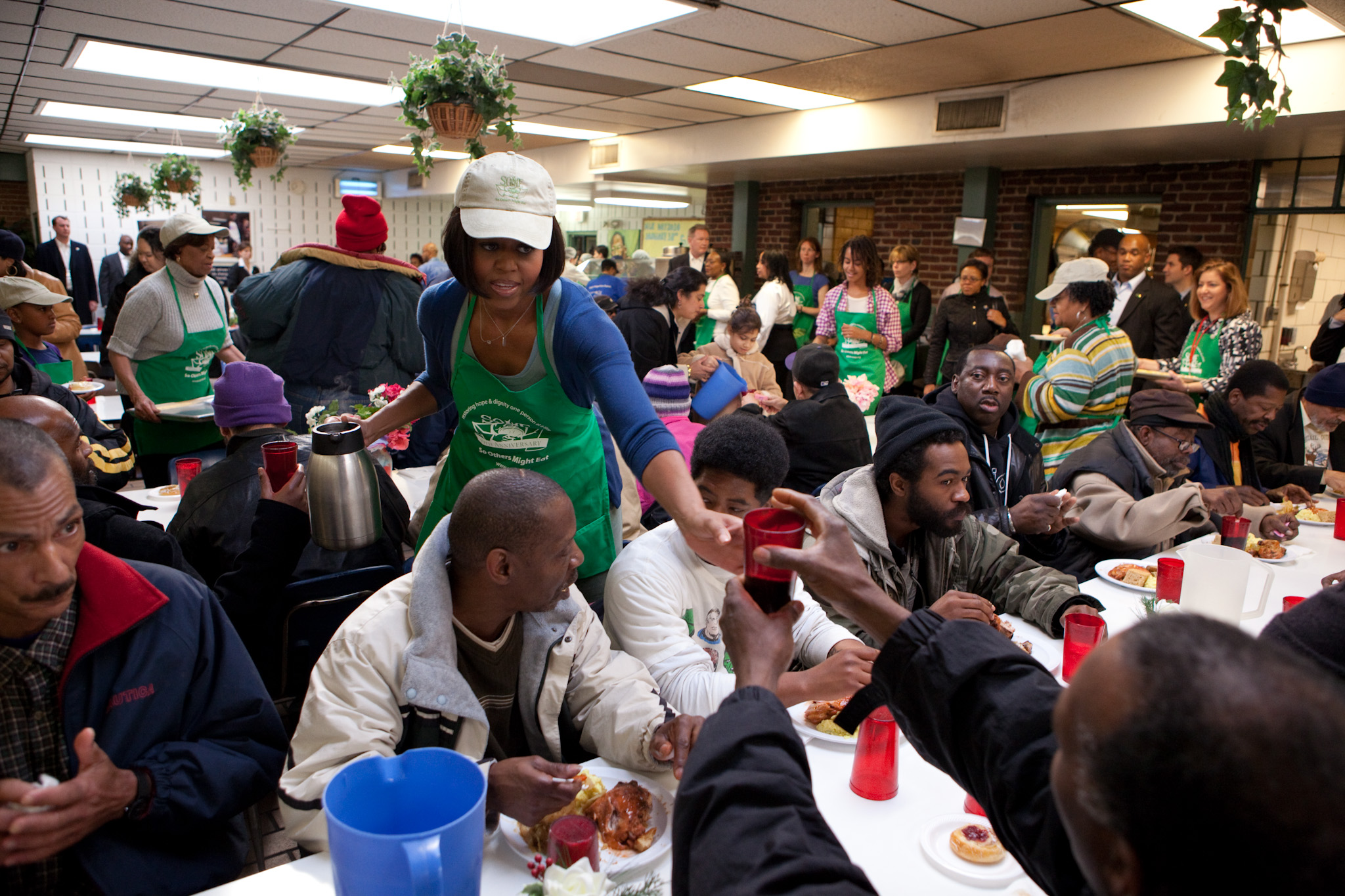
Michelle Obama, Phu nhân Tổng thống Hoa Kỳ Barack Obama tổ chức và trực tiếp phục vụ buổi trưa cho người nghèo tại nhà bếp Washington ngày 18/1/2010

## Tác phẩm
- American Grown (2012), thường thức
- Becoming (Chất Michelle, 2018), hồi kí